# 櫛濱站
櫛濱站（日语：／ Kushigahama eki */?）是位於山口縣周南市大字久米，屬於西日本旅客鐵道（JR西日本）的車站。此站的所屬線為山陽本線，並與岩德線構成2路線的轉乘站。本站在岩德線上為終點站，在運輸系統上所有列車均經山陽本線前往德山站。

## 歷史
- 1928年（昭和3年）2月11日 - 鐵道省山陽本線下松站至德山站之間開設此站。為旅客、貨運車站。
  - 當時車站地址為山口縣都濃郡久米村（日语：久米村 (山口県)）大字久米字院內。
- 1932年（昭和7年）5月29日 - 岩德西線（現時為岩德線）此站至周防花岡站開業，成為轉乘站。
- 1934年（昭和9年）12月1日 - 現時岩德線，麻里布站（現時為岩國站）至周防高森站至櫛濱站之間全線開通，編入為山陽本線。而本來山陽本線麻里布站至柳井站至櫛濱站之間成為柳井線，此站也同時成為柳井線車站。
- 1942年（昭和17年）4月1日 - 久米村編入至德山市（第一次），車站地址為山口縣德山市大字久米字院內。
- 1944年（昭和19年）
  - 4月1日 - 隨著德山市（第二次）成立，車站地址為山口縣德山市大字久米字院內。
  - 10月11日 - 柳井線全線成為雙線鐵路，再次編入為山陽本線。使此站再次成為山陽本線車站。而1934年編入成為山陽本線區間均名為岩德線。
- 1962年（昭和37年）9月1日 - 結束貨物起卸業務。
- 1968年（昭和43年）3月7日 - 此站通過的上行特急「燕」錯誤調較站內轉轍器，使進入至岩德線。最後要連結救援機車返回山陽本線。
- 1987年（昭和62年）4月1日 - 伴隨國鐵分割民營化，車站由西日本旅客鐵道（JR西日本）營運。
- 1994年（平成6年）12月3日 - 車站業務由中國交通事業株式會社（現：JR西日本廣島MAINTEC）（日语：JR西日本広島メンテック）負責，成為業務委託車站。
- 2003年（平成15年）4月21日 - 隨著周南市成立，使用現時地址。
- 2004年（平成16年）10月 - 欄臺營業時間變更，只於平日營業，另外在營業時間中引入休息時間。
- 2012年（平成24年）2月 - 不再使用3號線加設柵欄。
- 2018年（平成30年）
  - 7月6日 - 發生2018年7月西日本豪雨使車站暫停服務。
  - 8月1日 - 下松站至德山站之間重開[2]。
- 2022年（令和4年）春季（預計） - 此站開始可以使用ICOCA，並預定引入設有閘門的自動閘機（日语：自動改札機）。[3]

## 車站構造
本站是地面車站，設有1面1線的單式月台與2面4線的島式月台，當中1面島式月台的1線只作維護車輛停泊之用，所以共有實際上只有3面5線月台。
山陽本線使用單式月台（1號月台）和其中一座島式月台（2號月台，當中一面由於只作維護車輛停泊之用，因此沒有月台編號）。岩德線使用另一座島式月台（3、4號月台）。由於岩德線一方是單線鐵路，因此本站在岩德線中也是一座可列車交會的車站。站房位於山陽本線單式月台側，並設有跨線橋連接各月台。
此站是由德山地域鐵道部管理的業務委託車站，並由JR西日本廣島MAINTEC負責車站業務。櫃臺設有POS終端，可發出車票。星期六及假日為無人車站。

### 月台
| 月台 | 路線      | 上下行 | 方向               | 備註     |
| ---- | --------- | ------ | ------------------ | -------- |
| 1    | ■山陽本線 | 下行   | 德山、防府方向     | 單式月台 |
| 2    | ■山陽本線 | 上行   | 柳井、岩國方向     | 島式月台 |
| 3    | ■岩德線   | 下行   | 前往德山           | 島式月台 |
| 4    | ■岩德線   | 上行   | 周防高森、玖珂方向 | 島式月台 |

在列車運輸上，2號月台的對面路軌為「3號線」。而岩德線3、4號月台為「4號線」「5號線」。

## 使用狀況
以下為近年1日平均乘車人次列表：
| 乘車人次變化 | 乘車人次變化    |
| 年度         | 1日平均乘車人次 |
| ------------ | --------------- |
| 1999         | 871             |
| 2000         | 893             |
| 2001         | 885             |
| 2002         | 877             |
| 2003         | 849             |
| 2004         | 838             |
| 2005         | 834             |
| 2006         | 863             |
| 2007         | 867             |
| 2008         | 900             |
| 2009         | 877             |
| 2010         | 852             |
| 2011         | 886             |
| 2012         | 867             |
| 2013         | 864             |
| 2014         | 908             |
| 2015         | 946             |
| 2016         | 950             |
| 2017         | 973             |
| 2018         | 887             |

## 車站周邊
- 出光興産德山事業所
- 帝人纖維德山事業所
- 德山賽艇場（日语：徳山競艇場）
- 周南市綜合體育中心（日语：周南市総合スポーツセンター）
- 周南市棒球場（日语：周南市野球場）
- 周南市田徑體育場
- 周南地域地場產業振興中心
- 周南市立櫛濱小學
- 周南市立太華中學（日语：周南市立太華中学校）
- 德山朝鮮初中級學校（日语：徳山朝鮮初中級学校）
- 德山櫛濱郵局
- 山口銀行櫛濱分店
- 西京銀行（日语：西京銀行）櫛濱分店
- 太華山（日语：太華山）
- 粭島（日语：粭島）

## 巴士路線
最接近的巴士站是「櫛濱站前」。設有以下巴士路線停該站，並由防長交通營運。
- 快速巴士
  - 德山站前－櫛濱站前－下松站前－光站前－光市政廳前－室積－江之浦－平生－周東醫院前－柳井站前

- 一般巴士路線
  - [5-1]：德山站前－市政廳前－慶萬－遠石八幡－櫛濱站前－下松站前
  - [5-2]：德山站前－市政廳前－慶萬－遠石八幡－櫛濱站前－粭島
  - [5-3]：德山站前－銀座－速玉町－遠石八幡－櫛濱站前－奈切
  - 下松站前－下松健康園前－賽艇場入口－櫛濱站前－綠丘運動公園前－大學前－德山高專正門

## 相鄰車站
西日本旅客鐵道
■山陽本線
下松－櫛濱－德山
■岩德線（櫛濱站至德山站之間為山陽本線）
周防花岡－櫛濱－德山

## 註腳
1. ↑  《停車場変遷大事典 国鉄・JR編》JTB 1998年 ISBN 978-4533029806
2. ↑  . マイナビニュース. 2018-07-19  [2020-12-03]. （原始内容存档于2018-07-31） （日语）.
3. ↑  .   [2020-12-03]. （原始内容存档于2020-04-23） （日语）.
4. ↑  山口縣統計年鑑

## 外部連結
- 櫛濱｜車站資訊：JR出門網 - 西日本旅客鐵道（日語）